# Титуларни владар
Титуларни владар, или титуларни шеф државе, особа је на званичном положају руководства која посједује мало, или ако уопште и има, стварних овлашћења. Понекад особа може заузети позицију титуларног вођства, а ипак имати више моћи него што би уобичајено очекивало, као резултат своје личности или искуства. Титуларни владар није ограничен на политичко вођство, већ се може позвати и на било коју организацију, као што је корпорација.

## Етимологија
Ријеч „титулар” према Рјечнику српског језика Матице српске значи „онај који има титулу, звање за нешто (обично само номинално); званични носилац власништва”. Ријеч титула је латинског поријекла и значи „почасно звање које припада некоме по његовом сталежу или стечено звање”.

## Употреба
У већини парламентарних демократија данашњице, шеф државе је или еволуирао у, или је настао као, положај титуларног руководства. У првом случају, лидер често може имати значајна овлашћења наведена у уставу државе, али више није у могућности да их користи због историјских промјена у земљи. У другом случају, често се у документу јасно наводи да лидер треба да буде без моћи. Шефови државе који заузимају положаје титуларног руководства обично се сматрају симболима народа које „предводе”.

### Примјер
- Цар Шова од Јапана остао је као титуларни владар након јапанске капитулације у Другом свјетском рату.[3]
- Предсједници Израела и Ирске имају углавном церемонијалне дужности и сматрају се титуларним лидерима.

## Не мијешати са епонимом
Обично долази до мијешања са ријечи и концептом епонима. То значи да институција, објекат, локација, артефакт итд. преузима име или титулу од одређене особе. На примјер, Симон Боливар није титуларни владар Боливарске Републике Венецуеле, него њен епоним.